# Ben Weinman
Benjamin "Ben" Weinman (ur. 8 sierpnia 1975) – amerykański muzyk i kompozytor, multiinstrumentalista, a także producent muzyczny. Ben Weinman znany jest przede wszystkim z wieloletnich występów w mathcore'owym zespole The Dillinger Escape Plan, w którym gra na gitarze. Muzyk pozostaje jednym członkiem oryginalnego składu tejże formacji. Pierwszy album DEP, w całości skomponowany przez niego - Calculating Infinity został uwzględniony w książce "The Top 500 Heavy Metal Albums of All Time" Martina Popoffa. Ponadto znalazł się w zestawieniu "100 best rock albums of all time" magazynu Kerrang!.
W 2009 roku muzyk znalazł się w zestawieniu magazynu Guitar World Top 25 Cult Guitarists. W 2012 roku wraz z gitarzystą Brentem Hindsem założył zespół Giraffe Tongue Orchestra, który współtworzą ponadto basista Pete Griffin, perkusista Thomas Pridgen oraz wokalista William DuVall. 

## Dyskografia
- Candiria – Toying With The Insanities Volume II (2008, remiks)[4]
- Bring Me the Horizon – Suicide Season Cut Up! (2009, remiks)[5]
- Ephel Duath – Through My Dog's Eyes (2009, gościnnie)[6]
- As I Lay Dying – Decas (2011, remiks)[7]
- Whitechapel – Recorrupted (2011, remiks)[8]
- Metal Allegiance – Metal Allegiance (2015, gościnnie)[9]